# Personale medico (esercito romano)

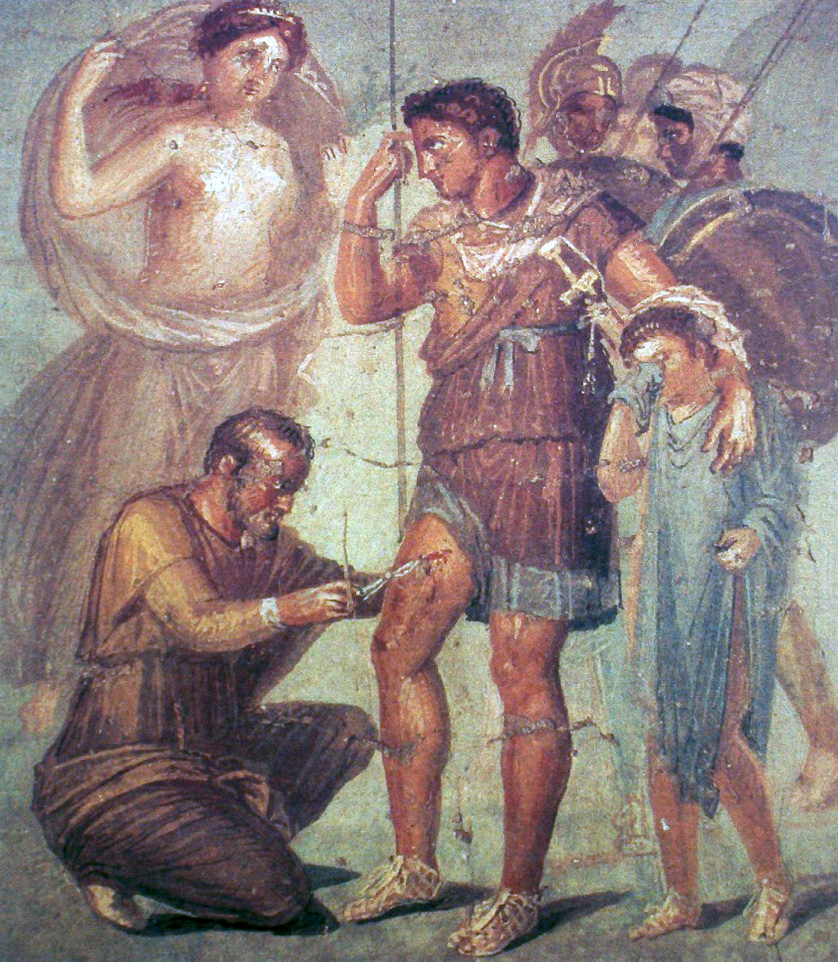
Pittura romana: intervento chirurgico su un soldato. Da una pittura murale di Pompei.

Per personale medico dell'esercito romano si intende l'insieme degli addetti alla cura delle armate romane.

## Storia
Sappiamo molto poco riguardo alla medicina militare in epoca repubblicana. Gli autori che ne testimoniano prima di Augusto, come Tito Livio, raccontano che i feriti nelle battaglie venivano portati nei villaggi nei pressi delle zone di conflitto per essere curati. Era fondamentale intervenire per tempo a curare le infezioni provocate nello scontro con mezzi e cure adeguate, in caso contrario le perdite di vite umane potevano risultare assai più pesanti.
Con la riforma dell'esercito di Augusto vennero introdotti i medici militari che avevano ricevuto, al contrario di quelli civili, una specifica formazione. Era, inoltre, di importanza basilare per avere una buona condizione generale dei soldati, che gli accampamenti permanenti (castra stativa) fossero posti nei pressi di corsi d'acqua, lontani però da zone malsane, come le paludi malariche o in regioni aride, non ombreggiate da alberi, o con difficoltà negli approvvigionamenti. Venivano, quindi, costruiti all'interno di ciascun castrum legionario o ausiliario gli ospedali militari (valetudinarium).

## Funzioni
L'esercito romano aveva un forte interesse a curare la salute dei propri uomini, sviluppando un sofisticato servizio medico, basato sulle migliori conoscenze mediche del mondo antico. L'esercito romano aveva, pertanto, medici altamente qualificati, in possesso di un'enorme esperienza pratica. Anche se la loro conoscenza era del tutto empirica, non analitica, le loro pratiche erano rigorosamente controllate e testate sui campi di battaglia e quindi più efficaci di quelle disponibili per la maggior parte degli eserciti fino a prima del XIX secolo.
Sul campo di battaglia, medici e inservienti erano a portata di mano dietro le prime linee, per curare i soldati feriti sul posto. Utilizzando una vasta gamma di sofisticati strumenti chirurgici, i medici dovevano rimuovere con grande tempismo, frecce, lance e dardi, pulire e disinfettare le ferite con acqua pulita, e medicare applicando punti di sutura, anche distribuendo vino o birra. Gli inservienti, infine, dovevano bendare le ferite. Era importante, quindi, essere veloci nella pulizia, chiusura e bendaggio della ferita, soprattutto quando era ampia, in mancanza di antibiotici, cercando di prevenire un'infezione che potesse condurre poi a una morte lenta e agonizzante per gangrena.

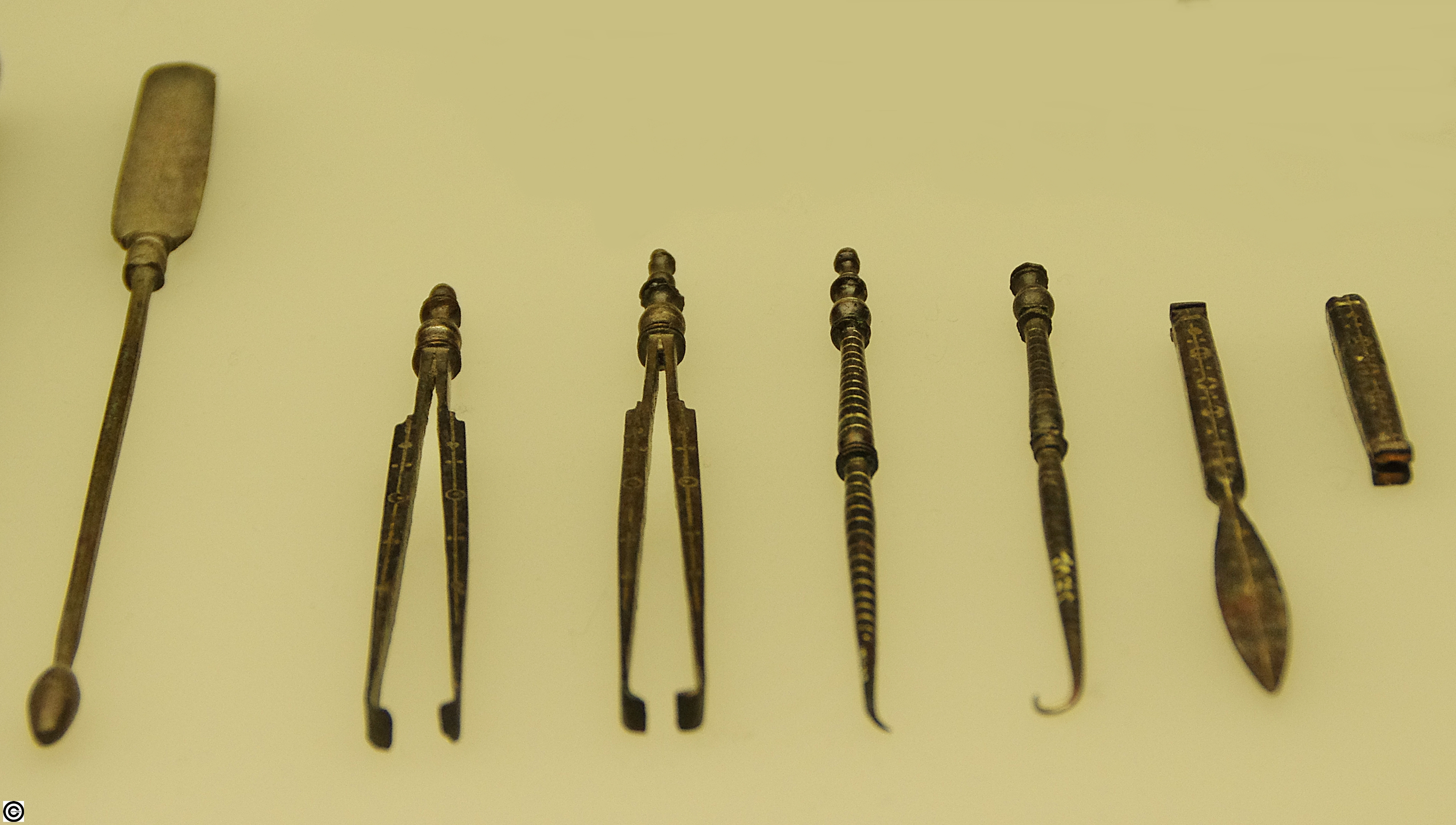
Strumenti medici ora presso il Römisch-Germanisches Museum di Colonia(1)
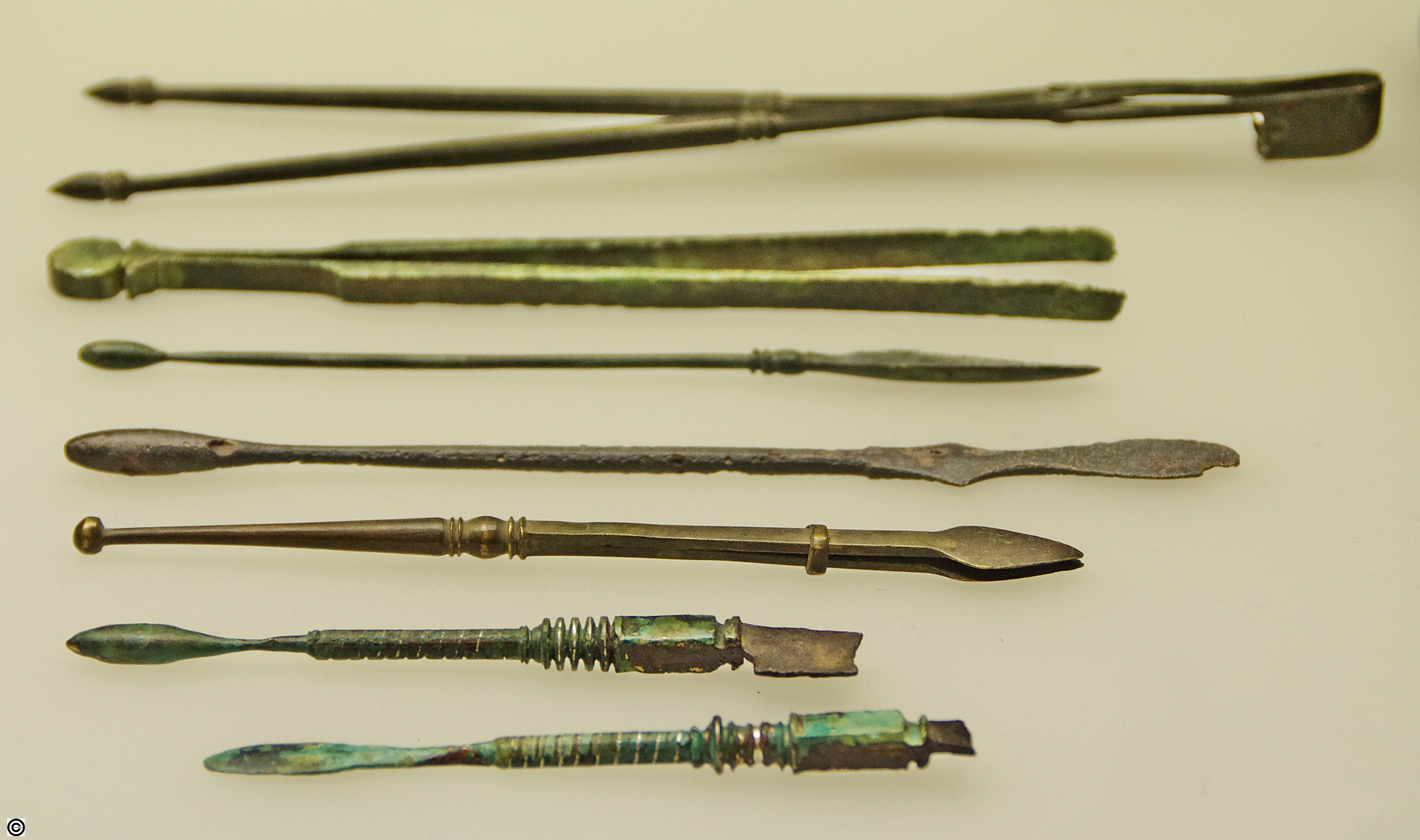
Strumenti medici ora presso il Römisch-Germanisches Museum di Colonia (2)

## Conoscenza medica
Dalla medicina greca, i medici dell'esercito romano ereditarono una vasta conoscenza delle proprietà curative di piante ed erbe medicinali, per esempio come il centaurium, che fu efficace nella guarigione delle ferite e delle malattie degli occhi. I forti militari poterono così ricevere regolari approvvigionamenti di medicinali, ed i medici utilizzare tali rimedi erboristici. Resti di almeno 5 piante medicinali sono stati trovati nei siti di un forte, suggerendo che tali erbe erano coltivate all'interno del forte in veri e propri giardini.

## Personale e gerarchia
Responsabile generale dello staff medico e dei servizi relativi di una legione, era il praefectus castrorum. Sotto quest'ultimo c'era poi l'optio valetudinarii, o direttore  dell'ospedale militare della fortezza legionaria, che responsabile amministrativo dello staff medico. Comunque, a capo del servizio clinico vi era un servizio "medico-capo", chiamato semplicemente Medicus. Molto spesso nella parte orientale dell'Impero, il Medicus era generalmente persona qualificata ed esperta, occasionalmente perfino anche un accademico. Il più noto esempio è un certo Pedanio Dioscoride, un chirurgo militare dell'epoca di Nerone, il quale pubblicò un trattato (De materia medica), che rimase per secoli come libro base dei testi di medicina. Il grado di Medicus è incerto, ma probabilmente era paragonabile al tribuno militare di rango equestre. In molti casi il Medicus serviva una breve commissione, nel ruolo di medico senior, tornando poi alla vita civile.
A capo dell'infermeria di ciascun accampamento (valetudinarium) c'era poi il  "medicus castrensis", esentato da ogni altro servizio, assistito nelle strutture più grandi da tutta una serie di medici specialistici (come il medicus chirurgus ovvero il chirurgo, il medicus clinicus ovvero l'internista, il medicus ocularius ovvero l'oculista, il marsus specialista in morsi di serpenti ed infine il medicus veterinarius per la cura dei cavalli o degli animali da soma), oltre a capsarii (infermieri guardarobieri, da capsa = scatola dove si tenevano i bendaggi), frictores (massaggiatori), unguentari, curatores operis (addetti al servizio farmaceutico), optiones valetudinarii (addetti al vitto e all'amministrazione).
La cavalleria possedeva  propri medici (medici alarum) così come nella marina vi era poi un medicus triremis (o un medicus duplicarius per nave). Vi era anche una gradazione dei medici militari in medicus legionaris di grado superiore al medicus coorti, ed infine il medicus ordinarii che aveva il grado corrispondente a quello di centurione, ma senza un comando effettivo sui soldati.
Le unità ausiliarie avevano anch'essi dei propri medici, benché in numero più limitato di quelli delle legioni. E proprio perché si trattava di unità di dimensioni più ridotte, non esisteva un capo-medico di rango equestre, ma semplicemente un medicus ordinarius. Vi erano poi altri medici con il grado di principales, incluso il medicus veterinarius per la salute degli animali, così come altri con il grado di immunes sotto di loro.

## Durata servizio
I medici militari erano arruolati come gli altri soldati e rimanevano in servizio per circa 16 anni presso i valetudinaria. Facevano parte di quel gruppo di soldati chiamati immunes, ovvero immuni dal dover svolgere certi servizi o compiti di "routine", spesso gravosi.

## Ospedali militari
Negli accampamenti era quasi sempre presente una grande infermeria  i cui resti sono stati trovati in diverse città-accampamento.

La fortezza legionaria di Vindobona con in alto a sinistra, in colore rosa scuro l'ospedale militare (valetudinarium)
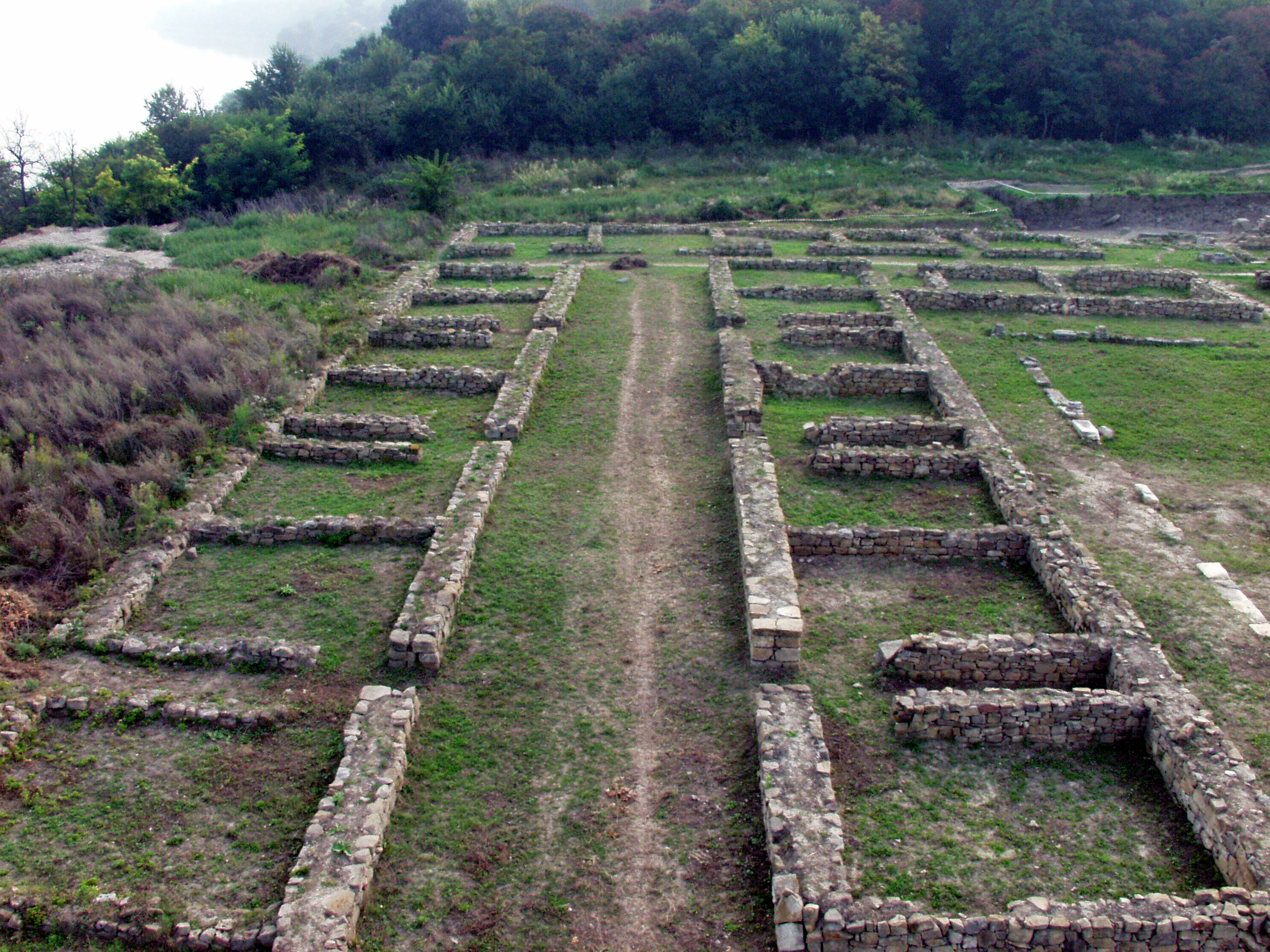
Tipica struttura di un valetudinarium militare nella fortezza legionaria di Novae nella Mesia inferiore